# Bons-en-Chablais
 Bons-en-Chablais  es una comuna y población de Francia, en la región de Auvernia-Ródano-Alpes, departamento de Alta Saboya, en el distrito de Thonon-les-Bains y cantón de Douvaine.
Está integrada en la Communauté de communes du Bas-Chablais .

## Demografía
| 1794 | 1920 | 2431 | 2781 | 3275 | 3980 |
| Para los censos de 1962 a 1999 la población legal corresponde a la población sin duplicidades (Fuente: INSEE [Consultar]) |      |      |      |      |      |

La aglomeración urbana, que también incluye Brenthonne, tenía una población de 4.650 habitantes en el censo de 1999.